# فهرست سفیران ایران در واتیکان
فهرست سفیران ایران در واتیکان بدین شرح می‌باشد:

## پهلوی
- حسنعلی کمال هدایت: اسفند ۱۳۳۲[۱] تا اسفند ۱۳۳۵
- محمد ساعد: تیر ۱۳۳۶[۱] تا تیر ۱۳۴۱
- انوشیروان سپهبدی: مرداد ۱۳۴۱[۱] تا مرداد ۱۳۴۵
- حسین قدس نخعی: آبان ۱۳۴۵[۱] تا آذر ۱۳۴۹
- خسرو هدایت: آذر ۱۳۴۹[۱] تا آذر ۱۳۵۰
- مهدی وکیل: آذر ۱۳۵۰[۱] تا اسفند ۱۳۵۵
- فریدون دیبا: اسفند ۱۳۵۵[۱] تا بهمن ۱۳۵۷

## جمهوری اسلامی
- محمدتقی شمس‌الشعرا (کاردار موقت): بهمن ۱۳۵۷[۱] تا آبان ۱۳۵۸
- بهمن غفار ثمر (سرپرست): آذر ۱۳۵۸[۱] تا اسفند ۱۳۵۹
- علی زنجیره‌ای (سرپرست موقت): اسفند ۱۳۵۹[۱] تا اردیبهشت ۱۳۶۰
- سید هادی خسروشاهی: اردیبهشت ۱۳۶۰[۱] تا فروردین ۱۳۶۵
- بیژن ایزدی (کاردار موقت): فروردین ۱۳۶۵[۱] تا مرداد ۱۳۶۵
- سلمان غفاری: مرداد ۱۳۶۵[۱] تا تیر ۱۳۶۹
- محمدعلی هادی‌زاده (کاردار موقت): تیر ۱۳۶۹[۱] تا خرداد ۱۳۷۰
- محمد مسجدجامعی: خرداد ۱۳۷۰[۱] تا فروردین ۱۳۷۶
- محمدهادی عبدخدایی: فروردین ۱۳۷۶[۱] تا مرداد ۱۳۷۹
- عبدالله ادریسی حقیقی (کاردار موقت): مرداد ۱۳۷۹ تا دی ۱۳۷۹
- مصطفی بروجردی: دی ۱۳۷۹[۱] تا مهر ۱۳۸۳
- محمدجواد فریدزاده: مهر ۱۳۸۳[۱] تا آذر ۱۳۸۶
- حسن دهقانی کدنوئیه (کاردار موقت): آذر ۱۳۸۶ تا شهریور ۱۳۸۷
- محمدحسین میرزاآقایی (کاردار): شهریور ۱۳۸۷ تا مهر ۱۳۸۸
- علی‌اکبر ناصری: مهر ۱۳۸۸[۱] تا اردیبهشت ۱۳۹۱
- سیامک برهانی (کاردار موقت): خرداد ۱۳۹۱[۱] تا بهمن ۱۳۹۱
- محمدطاهر ربانی: بهمن ۱۳۹۱[۱] تا آذر ۱۳۹۶
- سید طه هاشمی: آذر ۱۳۹۶ تا آبان ۱۴۰۲
- محمدحسین مختاری: آبان ۱۴۰۲ تاکنون